# Berengar von Vornbach

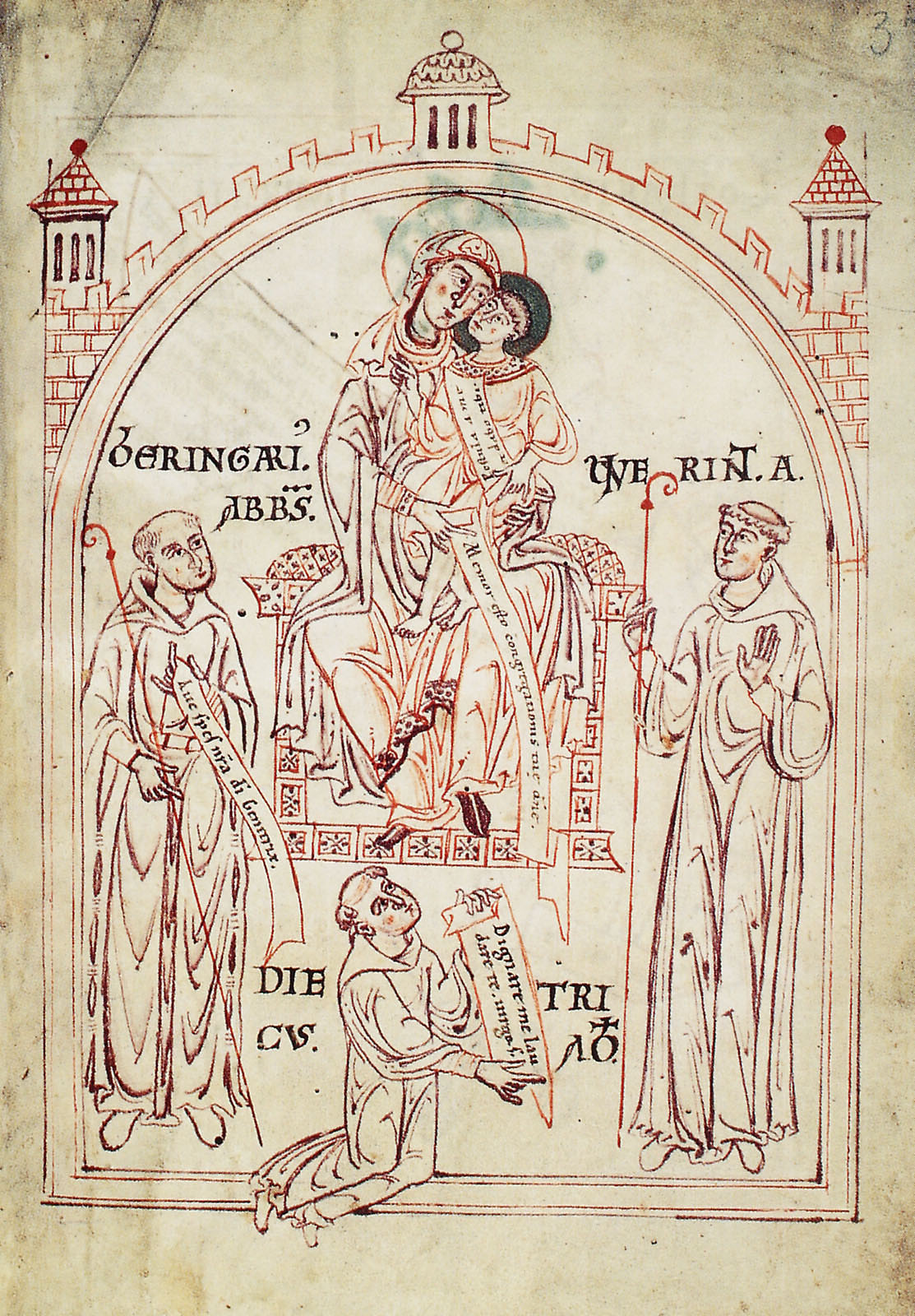
Darstellung des Berengar in einem Kopialbuch des Klosters Vornbach aus der 2. Hälfte des 12. Jh.

Berengar von Vornbach († 29. Oktober 1108) war ein Benediktiner.  Er wurde 1094 vom Passauer Bischof Ulrich I. von Passau zum ersten Abt des Klosters Vornbach in Bayern geweiht. Das Kloster wurde vor 1050 von Gräfin Himiltrud von Vornbach als Kollegiatstift eingerichtet und 1094 durch Graf Ekbert I. von Formbach und seine Frau Mathilde vom Lambach sowie Graf Ulrich von Windberg als Kloster gegründet.